# (100081) 1992 SU8
(100081) 1992 SU8 es un asteroide perteneciente al cinturón de asteroides, descubierto el 27 de septiembre de 1992 por el equipo del Spacewatch desde el Observatorio Nacional de Kitt Peak, Arizona, Estados Unidos.